# 1982年美國
|        | 美國歷史 \| 美國歷史年表                                                                                                   |
| 世紀： | 19世紀美國 \| 20世紀美國 \| 21世紀美國                                                                                     |
| 年代： | 1950年代美國 \| 1960年代美國 \| 1970年代美國 \| 1980年代美國 \| 1990年代美國 \| 2000年代美國 \| 2010年代美國               |
| 年份： | 1978年美國 \| 1979年美國 \| 1980年美國 \| 1981年美國 \| 1982年美國 \| 1983年美國 \| 1984年美國 \| 1985年美國 \| 1986年美國 |
| 紀年： | 美国独立206周年 |

## 聯邦政府

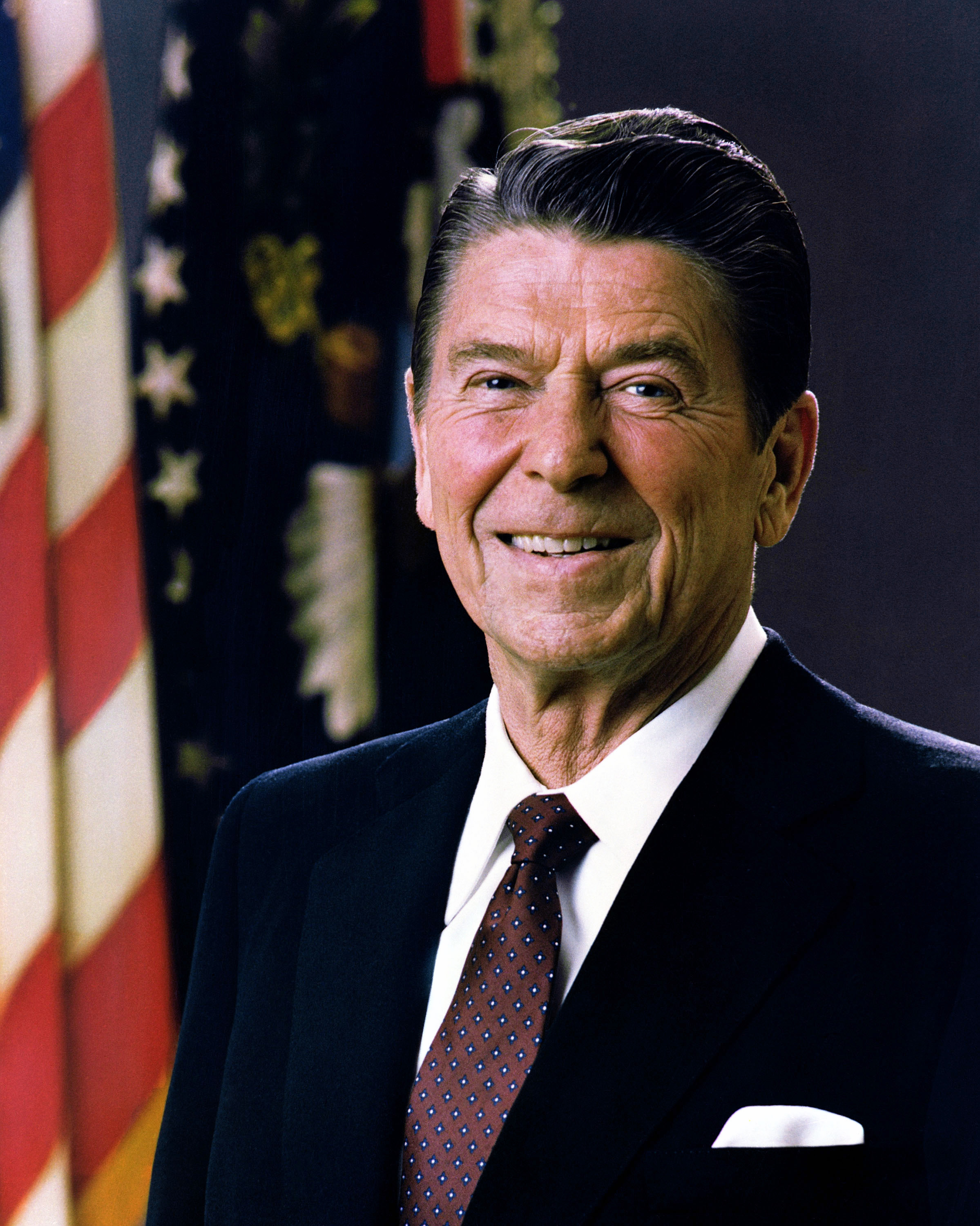
總統：罗纳德·里根
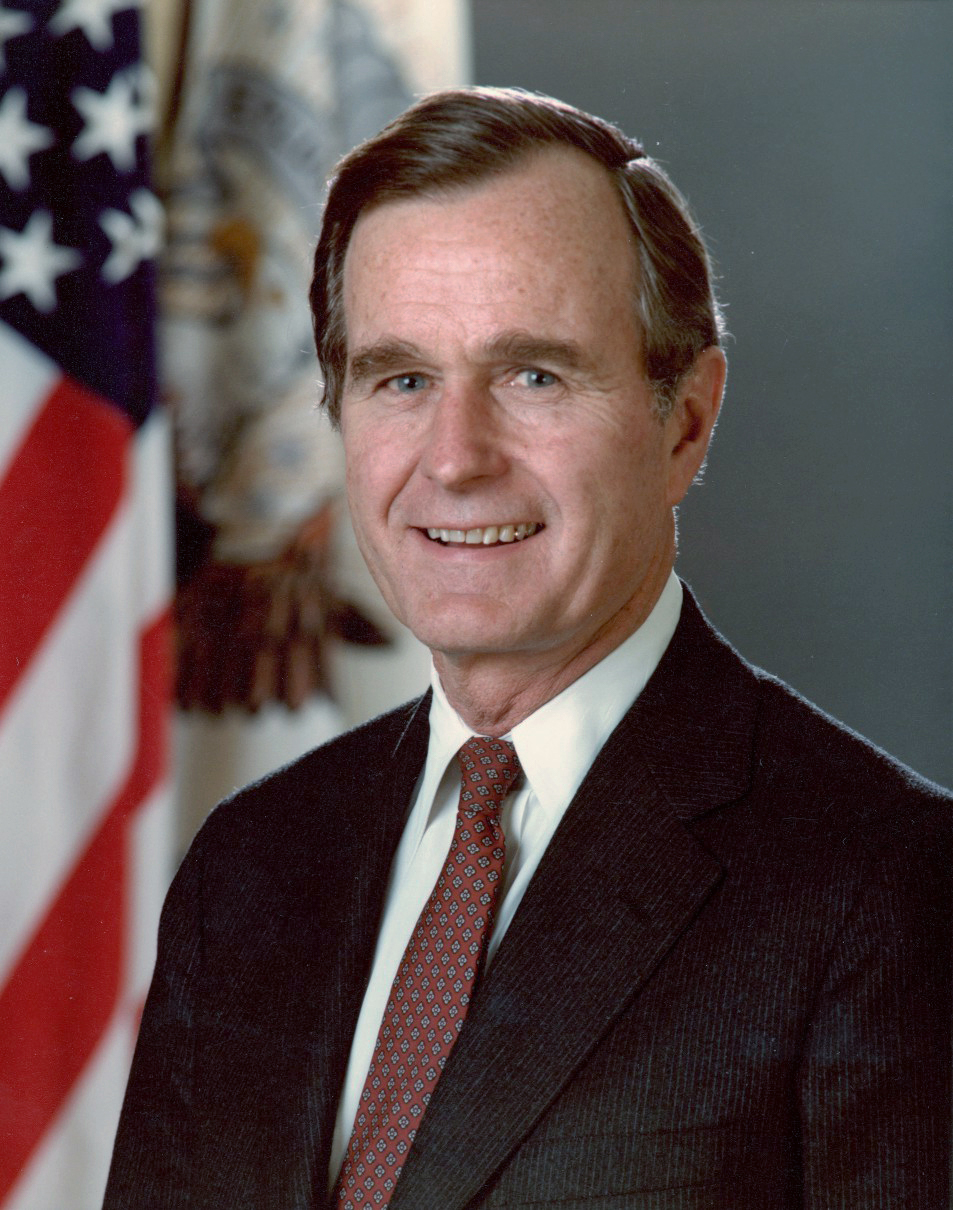
副總統：乔治·赫伯特·沃克·布什
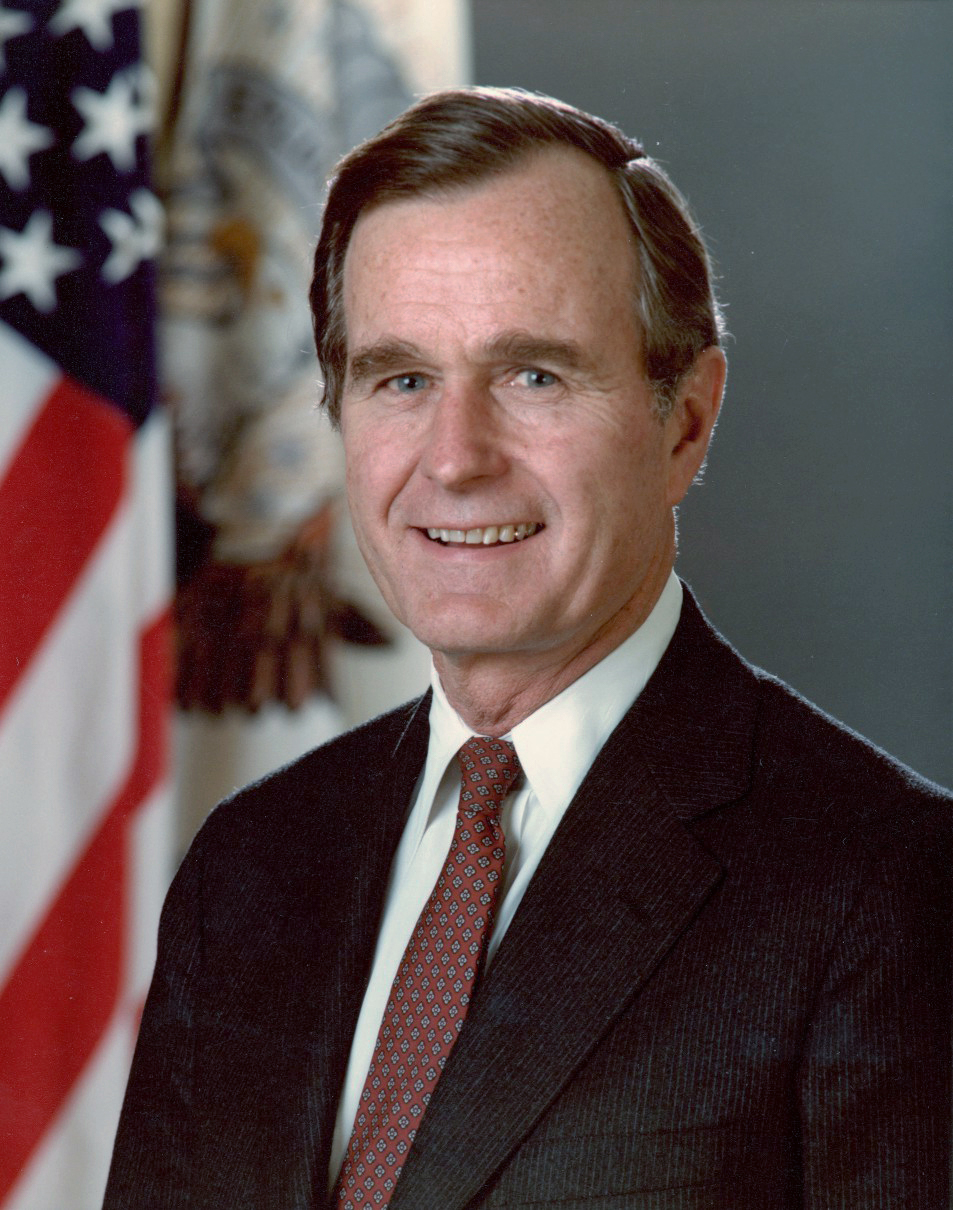
參議院議長：喬治·赫伯特·華克·布希（副總統兼任）
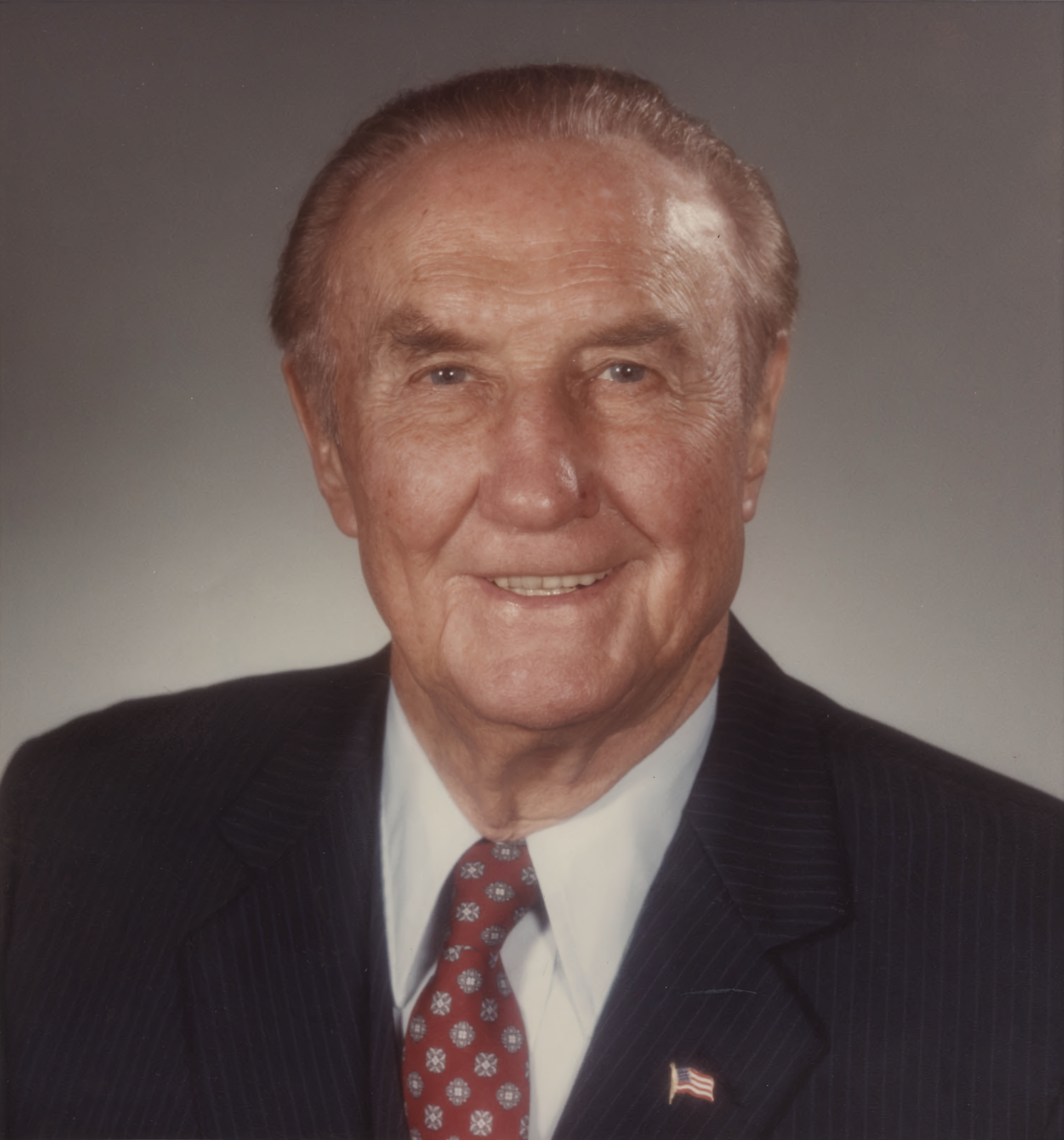
參議院臨時議長：斯特罗姆·瑟蒙德
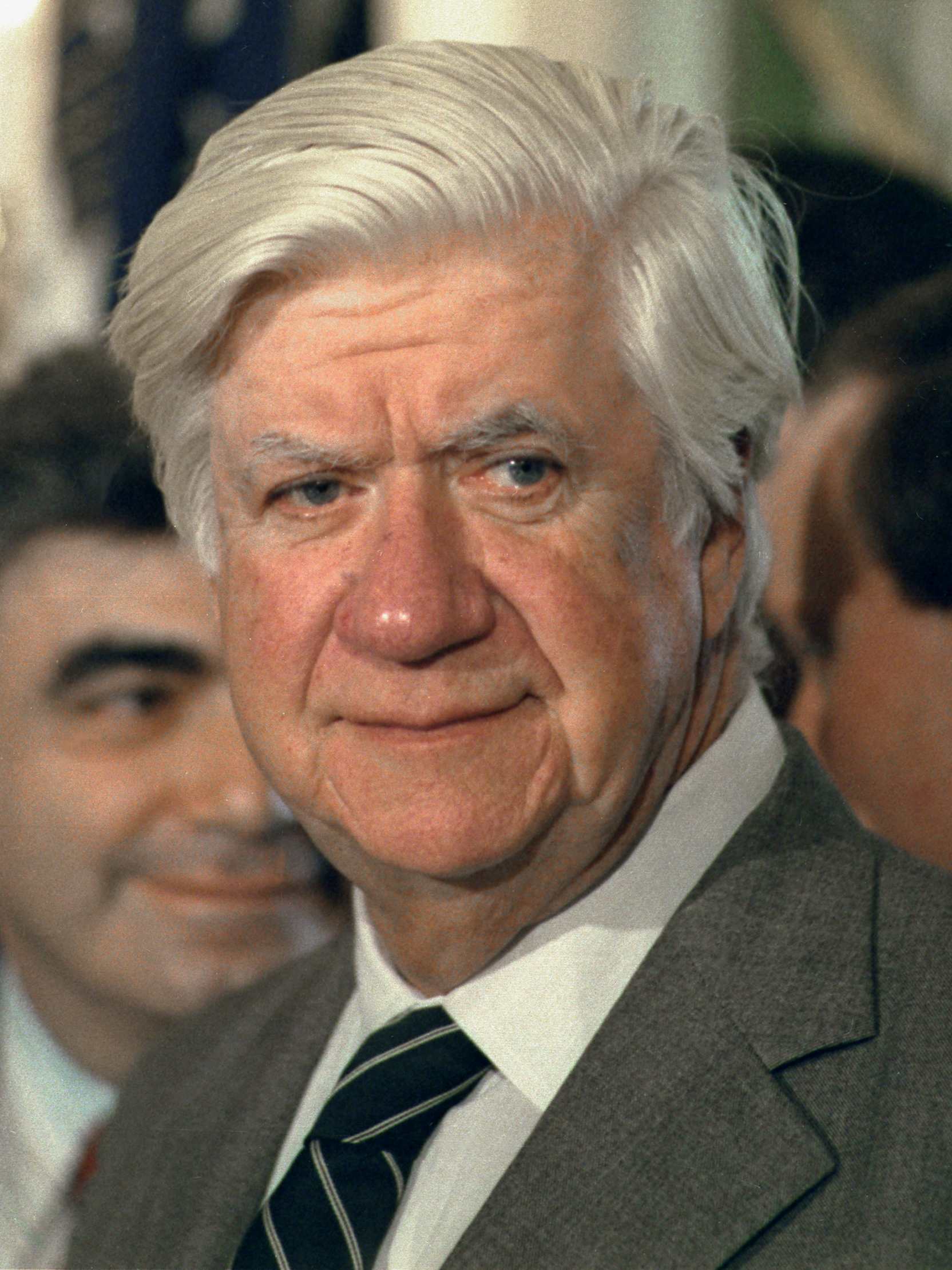
眾議院議長：提普·奥尼尔
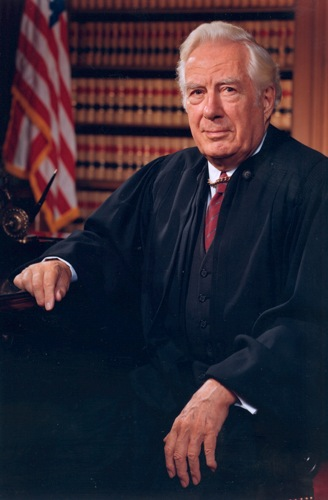
首席大法官：沃伦·厄尔·伯格

## 大事記

### 6月
- 6月11日——史蒂文·斯皮尔伯格《E.T.》发行日，故这一天被定为片子中那可爱善良的小E.T.的生日。